# 게이세이쓰다누마역
게이세이쓰다누마역(일본어: 京成津田沼駅, けいせいつだぬまえき)은 일본 지바현 나라시노시에 있는 게이세이 전철과 신케이세이 전철의 역이다. 역 번호는 KS26이다.

## 개요
게이세이 전철이 업무를 실시하는 회사와 신케이세이 전철의 공동사용역이다. 게이세이 전철 본선과 지바 선, 신케이세이 전철 신케이세이 선이
서로 직결하여 운행된다. 동일본 여객철도(JR 동일본) 쓰다누마역은 신케이세이선의 신쓰다누마 역과 환승역이다.
낮 시간 중, 게이세이우에노 방면으로부터의 보통 열차의 절반은 당역에서 회차된다. 게이세이 지바 선의 기점이고 신케이세이 선의 종점이지만, 신케이세이 선의 절반 정도의 열차가 당역을 경유하여 게이세이 지바 선에 노선 연장하여 직통 운전을 한다. 또한, 아침 저녁으로는 지바 선에서 본선 우에노 방면의 직통 열차도 설정되어 있다.

## 역사
- 1921년 7월 17일: 게이세이 전기궤도의 쓰다누마 역 영업 개시.
- 1926년 12월 9일: 쓰다누마 ~ 시스이(현, 게이세이시스이) 역간 영업 개시.
- 1931년 11월 18일: 게이세이쓰다누마역으로 역명 변경.
- 1953년 11월 1일: 신케이세이 전철의 역 영업 개시. 당초에는 게이세이 선 승강장에서 발착함.
- 1955년 4월 21일: 신케이세이 선의 전 노선 개통에 따라 게이세이 지바 선에 직결 운행 개시. 동년 9월 1일에 폐지됨.
- 1957년 10월 15일: 구내 개량 공사(3면 5선화) 완성으로 신케이세이 선 발착용 승강장 5번 선 사용 개시. 후에 3면 6선으로 확장됨.
- 2006년 12월 10일: 신케이세이 선이 게이세이 지바 선에 출입 개시.

## 역 구조
섬식 승강장 3면 6선의 지상역, 교상역사를 갖는다. 게이세이 전철은 역장배치역이다. 게이세이 전철과 신케이세이 전철의 양사 간 중간 개찰구는 없다.
과선교가 2개 설치되어 있다. 개찰구는 게이세이우에노, 마쓰도 방면에만 있고 게이세이나리타, 게이세이 지바 방향에는 환승용 통로가 있다. 에스컬레이터는 승강장 동쪽과 과선교를, 엘리베이터는 승강장 중앙과 과선교를 연결한다. 엘리베이터의 문 색깔은 게이세이 측이 적색, 신케이세이 측이 청색이다. 북쪽 출입구와 대합실 사이에도 엘리베이터가 설치되어 있다.
6개의 선 중 1 ~ 4번 선의 2면 4선은 게이세이 전철 본선과 지바 선이 사용하고, 5,6번 선의 1면 2선은 신케이세이 전철이 사용한다. 단, 5번 선은 낮 시간대에 게이세이 지바 선 열차가 사용한다. 6번 선은 신케이세이선 내 회차 전용이다. 이는 게이세이 지바 방향으로 기둥이 설치되었기 때문이다.
또한, 대부분의 정차 열차는 본 역에서 승무원이 교대한다.
게이세이우에노 방향은 건널목을 끼고 인상선이 있고, 게이세이 전철 지바 선 전환 외 낮에는 본선의 게이세이우에노 방면에서 반환점으로도 사용된다. 당역 도착 후, 게이세이우에노 방면으로 출발하기까지는 3번 선 도착 → 입환선 → 2번 선 입선 → 발차와 같은 형태로 진행 방향을 3번 바꾼다.

### 역 개량 공사
2014년부터 역 개량 공사에 착수했다. 1 ~ 4 번 선 에스컬레이터를 추가 설치하는 것 외에도 환승 통로를 확장하였고, 상업 공간이 설치되면서 공사 전 구내에 있는 매점과 음식점은 폐점되었다.
2015년 2월부터 발매기 및 정기권 판매소 위치 변경, 동년 5월 19일에는 개찰 창구(유인 개찰구)가 워크 인 타입의 개찰이 되고, 10월에는 우에노 방면 계단에 에스컬레이터가 설치되었다.
2016년 9월 30일에는 동쪽의 구내에 훼미리마트가 개점했다.

### 승강장
| 번선 | 사업명        | 노선          | 방향 | 행선                                                                                   | 비고         |
| ---- | ------------- | ------------- | ---- | -------------------------------------------------------------------------------------- | ------------ |
| 1・2 | 게이세이 전철 | 게이세이 본선 | 상행 | 게이세이후나바시・닛포리・게이세이우에노・오시아게・ 도영 아사쿠사 선・ 게이큐 선 방면 |              |
| 3・4 | 게이세이 전철 | 게이세이 본선 | 하행 | 야치요다이・게이세이사쿠라・나리타 공항 방면                                           |              |
| 3・4 | 게이세이 전철 | 지바 선       | 하행 | 지바추오・지하라다이 방면                                                              | 낮 시간 이외 |
| 5    | 게이세이 전철 | 지바 선       | 하행 | 지바추오・지하라다이 방면                                                              | 낮 시간만    |
| 5    | 게이세이 전철 | 마쓰도 선     | 상행 | 신쓰다누마・기타나라시노・신카마가야・야바시라・마쓰도 방면                            |              |
| 6    | 게이세이 전철 | 마쓰도 선     | 상행 | 신쓰다누마・기타나라시노・신카마가야・야바시라・마쓰도 방면                            | 시발 전용    |

## 이용 현황
- 게이세이 전철: 2015년도 1일 평균 승하차 인원은 57,452명이다. 게이세이 선내 69개역 중 5위이다.
- 신게이세이 전철: 2015년도 1일 평균 승하차 인원은 43,859명이다. 신케이세이 선 24개역 중 5위이다.

최근 1일 평균 승하차・승차 인원 추이는 아래 표와 같다.
| 연도   | 게이세이 전철      | 게이세이 전철      | 신게이세이 전철    |
| 연도   | 1일 평균 하차 인원 | 1일 평균 승차 인원 | 1일 평균 승차 인원 |
| ------ | ------------------ | ------------------ | ------------------ |
| 1998년 |                    | 24,867             | 19,049             |
| 1999년 |                    | 24,286             | 18,681             |
| 2000년 |                    | 23,663             | 18,213             |
| 2001년 |                    | 23,513             | 18,123             |
| 2002년 |                    | 23,079             | 18,193             |
| 2003년 | 47,128             | 23,296             | 18,693             |
| 2004년 | 47,291             | 23,360             | 19,046             |
| 2005년 | 47,234             | 23,345             | 19,542             |
| 2006년 | 47,721             | 23,598             | 20,066             |
| 2007년 | 50,840             | 25,277             | 20,694             |
| 2008년 | 52,266             | 26,092             | 20,925             |
| 2009년 | 53,119             | 26,538             | 20,915             |
| 2010년 | 53,983             | 26,994             | 20,990             |
| 2011년 | 52,619             | 26,257             | 20,251             |
| 2012년 | 54,144             | 27,060             | 20,957             |
| 2013년 | 56,037             | 28,023             | 21,503             |
| 2014년 | 56,213             | 28,139             | 21,508             |
| 2015년 | 57,452             |                    |                    |

## 역 주변
쓰다누마의 옛 시가지에 근접하고 역 남쪽 출구에서 소데가우라 단지 방면으로 남하하는 도로와 시청 방향에 동쪽으로 향하는 도로변에는 상점가가 줄지어 있다.
- 나라시노 시청
- 동일본 여객철도 소부 쾌속선(소부 본선)・주오·소부 완행선 쓰다누마역 - 도보 약 15분.
- 기쿠다 신사
- 나라시노 시 소방 본부 중앙 소방서
- 지바 현 경찰 나라시노 경찰서 게이세이쓰다누마 역 파출소
- 지바 공업대학 쓰다누마 교사
- 나라시노 시립 쓰다누마 초등학교
- 나라시노 시립 쓰다누마 유치원
- 나라시노 시립 기쿠타 어린이 집
- 나라시노 시립 기쿠타 제2 어린이 집
- 나라시노 쓰다누마 우체국
- 나라시노 우체국

## 사진

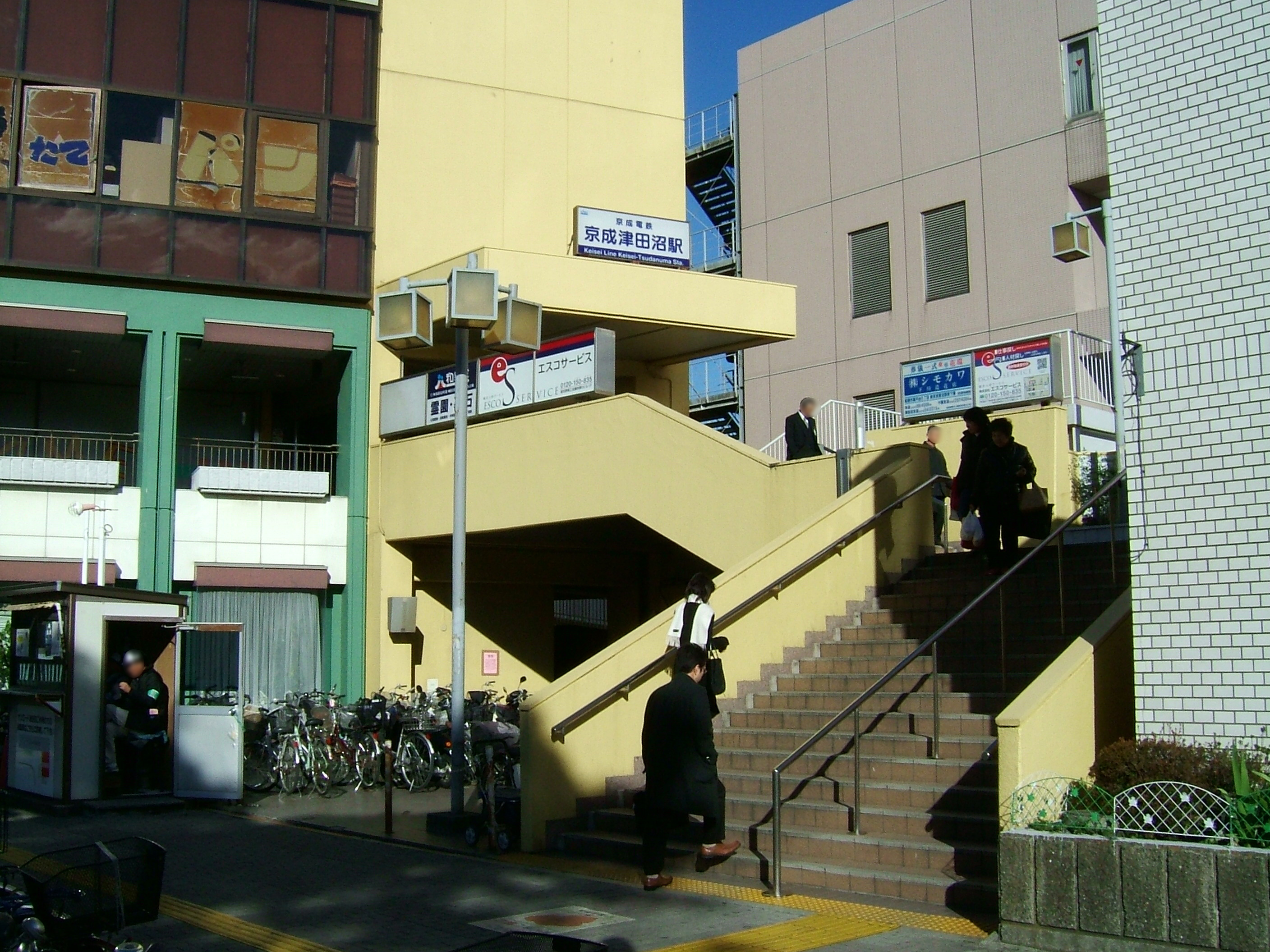
남쪽 출입구
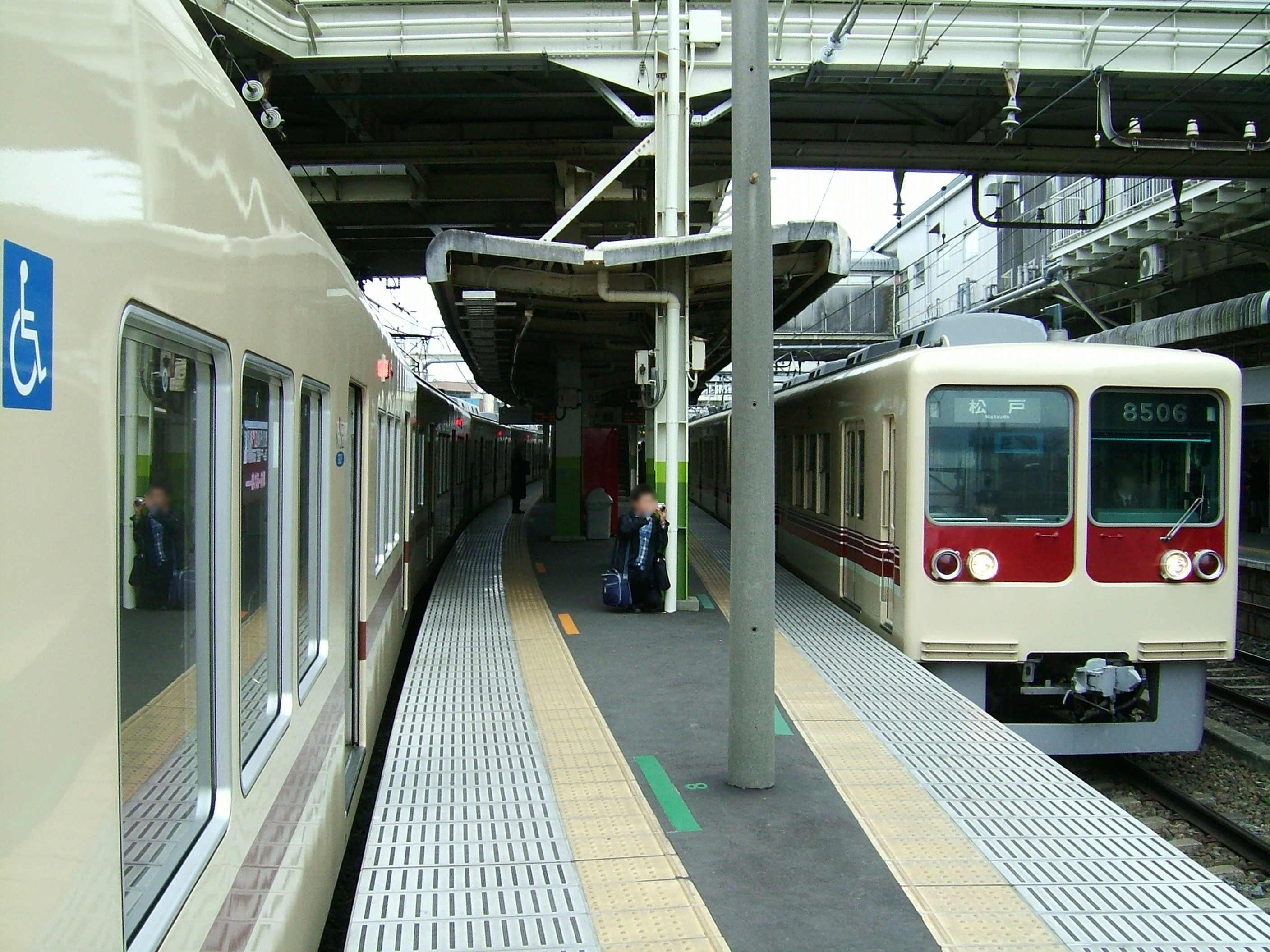
신케이세이 선 승강장
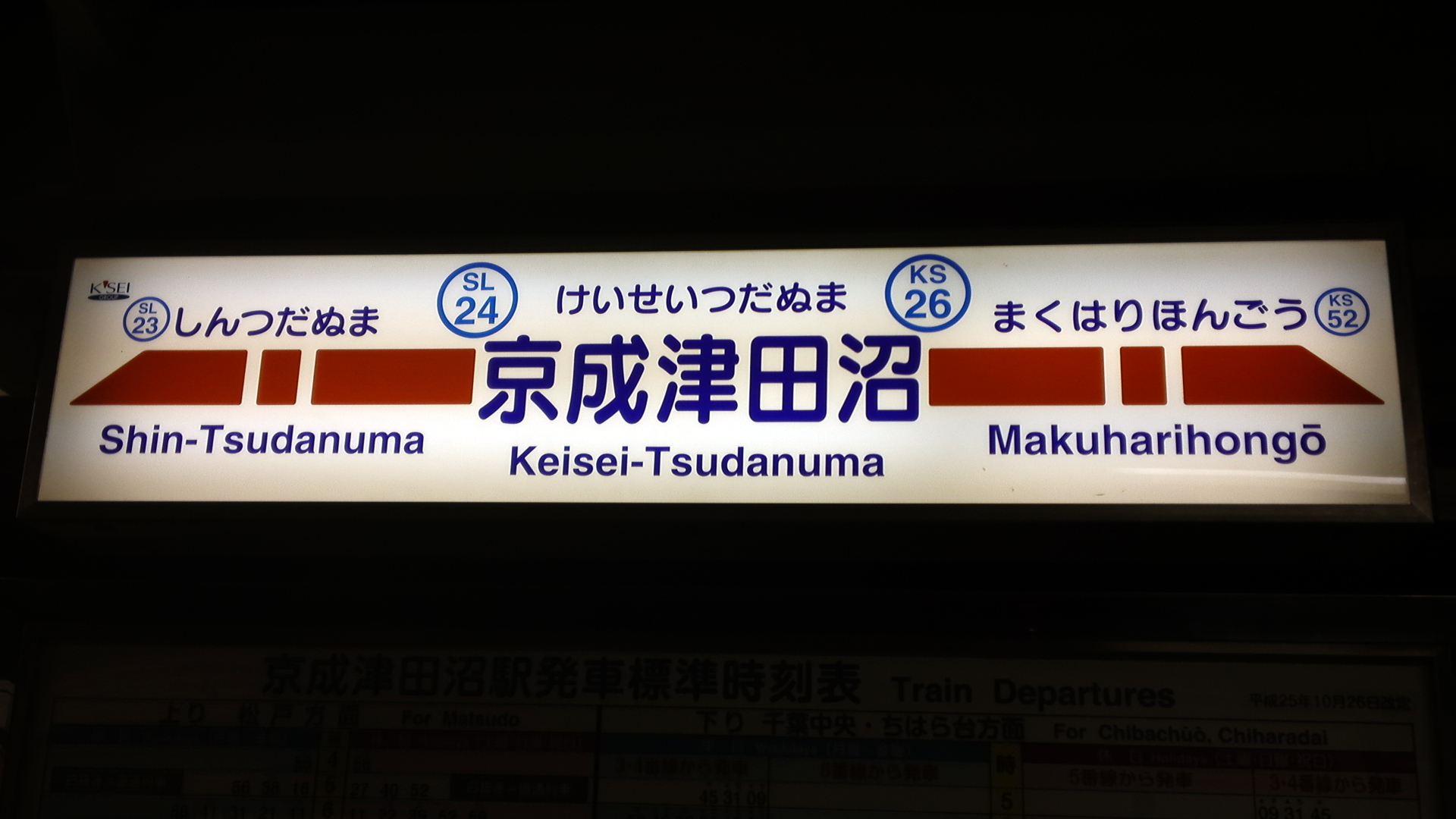
역명판

## 인접역
| 게이세이 전철 본선 | 게이세이 전철 본선                 | 게이세이 전철 본선                                                                                            |
| --- | ---------------------------------- | --- |
| KS22 게이세이후나바시 게이세이우에노 방면                                                                               | ■ 쾌속특급 ・ ■ 특급 ・ ■ 통근특급 | 야치요다이 KS29 나리타 공항 방면                                                                              |
| KS24 후나바시케이바조 게이세이우에노 방면                                                                               | ■ 쾌속                             | 게이세이오쿠보 KS27 나리타 공항 방면                                                                          |
| KS25 야쓰 게이세이우에노 방면                                                                                           | ■ 보통                             | 게이세이오쿠보 KS27 게이세이마쿠하리혼고 KS52 (게이세이 지바 선: 낮 시간 이외) 나리타 공항 방면 지바추오 방면 |
| 게이세이 전철 지바 선                                                                                                   |                                    | |
| KS66 신쓰다누마 (게이세이 마쓰도 선: 낮 시간만) KS25 야쓰 (게이세이 본선: 낮 시간 이외) 마쓰도 방면 게이세이우에노 방면 | ■ 보통                             | 게이세이마쿠하리혼고 KS52 지바추오 방면                                                                       |
| 게이세이 전철 마쓰도 선                                                                                                 |                                    | |
| KS66 신쓰다누마 마쓰도 방면                                                                                             | ■ 보통                             | 게이세이마쿠하리혼고 KS52 (게이세이 지바 선: 낮 시간 이외) 지바추오 방면                                      |